# ウィネベーゴ郡 (アイオワ州)

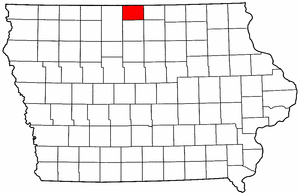
アイオワ州内の位置

ウィネベーゴ郡（Winnebago County）は、アメリカ合衆国アイオワ州に位置する郡である。人口は11,723人（2000年）。郡庁所在地はフォレストシティである

## 地理
アメリカ合衆国統計局によると、この郡は総面積1,040km2 (402 mi2) である。このうち1,037 km2 (400 mi2) が陸地で、3 km2 (1 mi2) が水地域である。総面積の0.27%が水地域となっている。

### 隣接する郡
- ミネソタ州フェアリボー郡  (北西)
- ミネソタ州フリーボーン郡  (北東)
- ワース郡  (東)
- ハンコック郡  (南)
- コスース郡  (西)

## 人口動勢
2000年国勢調査で、この郡は人口11,723人、4,749世帯、および3,181家族が暮らしている。人口密度は11/km2 (29/mi2) である。5/km2 (13/mi2) の平均的な密度に5,065軒の住宅が建っている。この郡の人種的な構成は白人97.37%、アフリカン・アメリカン0.18%、先住民0.23%、アジア0.72%、太平洋諸島系0.01%、その他の人種1.01%、および混血0.49%である。ここの人口の2.02%はヒスパニックまたはラテン系である。
この郡内の住民は24.10%が18歳未満の未成年、18歳以上24歳以下が9.80%、25歳以上44歳以下が24.10%、45歳以上64歳以下が23.10%、および65歳以上が18.90%にわたっている。中央値年齢は40歳である。女性100人ごとに対して男性は95.50人である。18歳以上の女性100人ごとに対して男性は92.90人である。
この郡の世帯ごとの平均的な収入は38,381米ドルであり、家族ごとの平均的な収入は47,306米ドルである。男性は30,720米ドルに対して女性は22,509米ドルの平均的な収入がある。この郡の一人当たりの収入 (per capita income) は18,494米ドルである。人口の8.40%および家族の5.00%は貧困線以下である。全人口のうち18歳未満の11.90%および65歳以上の8.20%は貧困線以下の生活を送っている。

## 都市および町
| - フォレストシティ (Forest City) - バッファローセンター (Buffalo Center) - スカービル (Scarville) - Lake Mills | - Leland - Rake - Thompson |  |